# Fuefuki
Fuefuki (笛吹市?) è una città giapponese della prefettura di Yamanashi.

## Amministrazione

### Gemellaggi
- Bad Mergentheim